# 相馬郵便局
相馬郵便局（そうまゆうびんきょく）は福島県相馬市にある郵便局。民営化前の分類では集配普通郵便局であった。

## 概要
住所：〒976-8799 福島県相馬市中村曲田125

### 分室
分室はなし。過去に存在した分室は以下のとおり。
- 保険分室 - 1952年（昭和27年）に廃止。

## 沿革
- 1872年（明治5年）7月 - 中村郵便取扱所として開設[1]。
- 1873年（明治6年）4月1日 - 中村郵便役所となる[1]。
- 1875年（明治8年）1月1日 - 中村郵便局（四等）となる。同年10月より為替取扱を開始[1]。
- 1879年（明治12年）6月 - 貯金取扱を開始[1]。
- 1891年（明治24年）2月16日 - 中村郵便電信局となる[1][2]。
- 1903年（明治36年）4月1日 - 通信官署官制の施行に伴い中村郵便局となる[1][3]。
- 1945年（昭和20年）12月1日 - 特定郵便局から普通郵便局に局種別改定[4]。
- 1946年（昭和21年）7月6日 - 保険分室を設置[5]。
- 1949年（昭和24年）
  - 3月1日 - 相馬中村郵便局に改称[6]。
  - 6月1日 - 逓信省が郵政省と電気通信省に分割するのに伴って、相馬中村郵便局と相馬中村電報電話局に分割[7]。
- 1952年（昭和27年）1月20日 - 保険分室を廃止[8]。
- 1954年（昭和29年）5月16日 - 相馬郵便局に改称。
- 1956年（昭和31年）9月1日 - 電話通話および和文電報受付事務の取扱を開始。
- 1999年（平成11年） - 外国通貨の両替および旅行小切手の売買に関する業務取扱を開始。
- 2007年（平成19年）
  - 3月5日 - 山上郵便局から集配業務を移管[9]。
  - 10月1日 - 民営化に伴い、併設された郵便事業相馬支店に一部業務を移管。
- 2012年（平成24年）10月1日 - 日本郵便株式会社発足に伴い、郵便事業相馬支店を相馬郵便局に統合。
- 2018年（平成30年）3月5日 - 日立木郵便局から集配業務を移管。

## 取扱内容
- 郵便、印紙、ゆうパック、内容証明
- 貯金、為替、振替、振込、国際送金、国債、投資信託
- 生命保険、バイク自賠責保険、自動車保険
- ゆうちょ銀行ATM
- 相馬市内（〒976-00xx、〒976-85xx、〒976-86xx、〒976-87xx、〒976-01xx、〒979-25xx）の集配業務
- ゆうゆう窓口

## 周辺
- 相馬市役所
- 相馬市民会館
- 馬陵公園（相馬中村城跡）
- 国道6号
- 国道115号

## アクセス
- JR常磐線 相馬駅から徒歩約7分
- 福島交通バス 荒井町停留所下車
- 駐車場あり：7台